# Germania

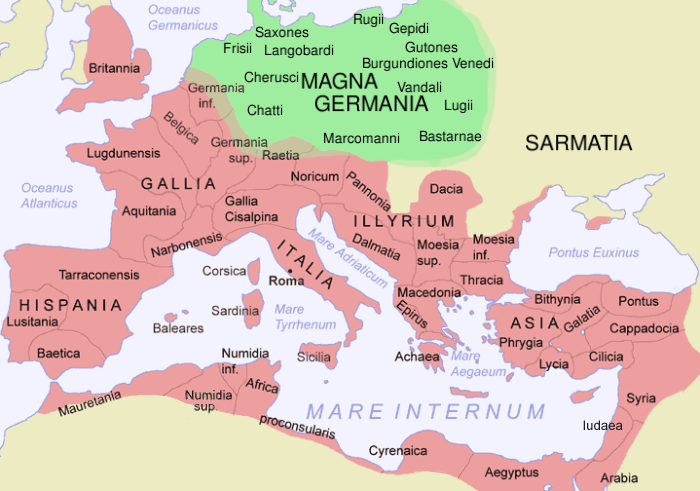
Bản đồ Đế quốc La Mã và Germania (Magna Germania), đầu thế kỷ II

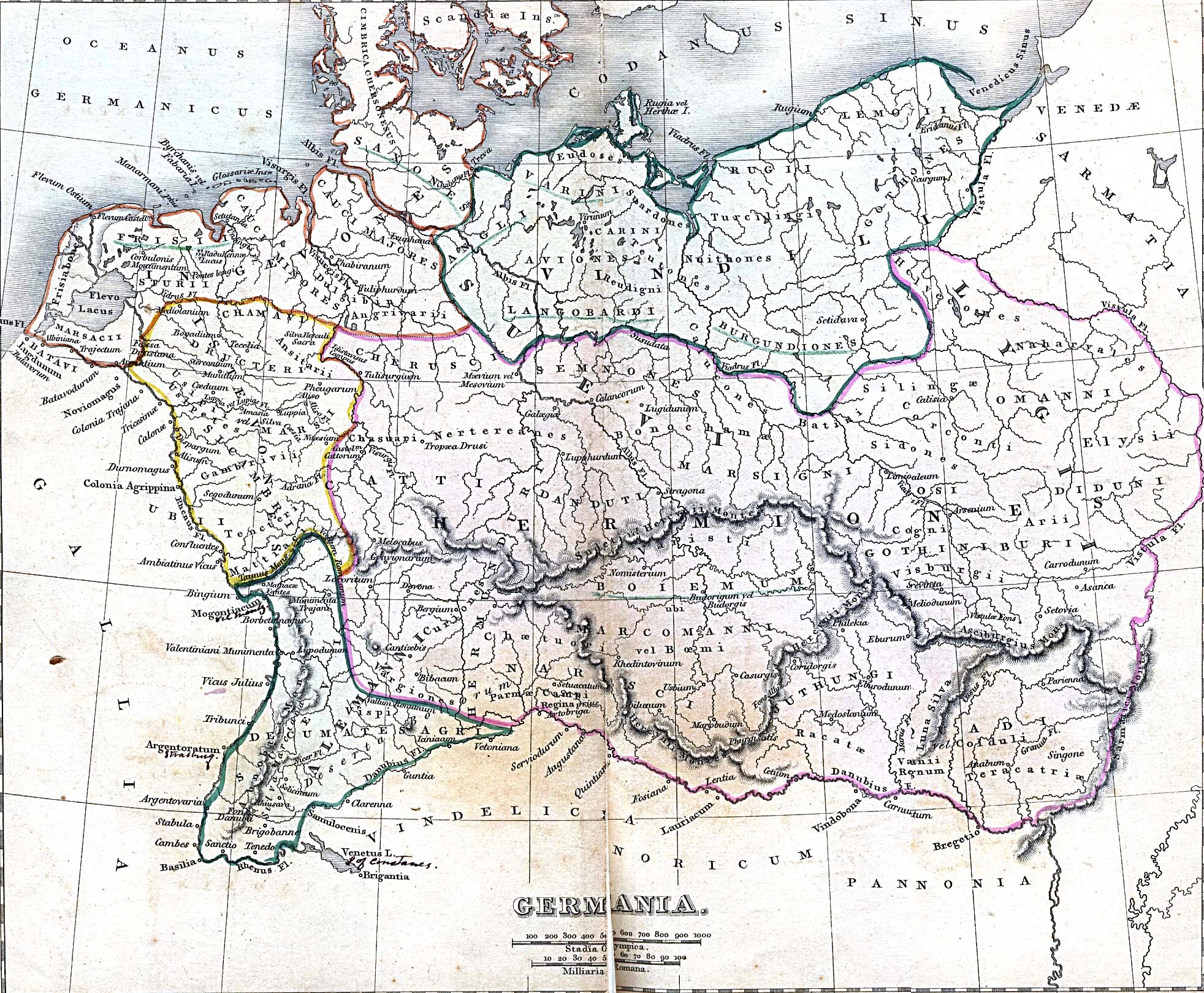
Bản đồ Magna Germania vào đầu thế kỷ thứ 2 sau Công nguyên, của Alexander George Findlay

Germania là tên La-tinh còn được gọi là Magna Germania (tiếng Anh: Great Germania ), Germania Libera (tiếng Anh: Free Germania ) hoặc Germanic Barbaricum để phân biệt với tỉnh cùng tên của La Mã, là một vùng đất lịch sử rộng lớn ở Bắc Trung Bộ Châu Âu trong thời kỳ La Mã, được các tác giả La Mã liên kết với các sắc tộc German. Khu vực này trải dài từ Trung và Hạ sông Rhine ở phía tây đến Vistula ở phía đông. Nó cũng mở rộng về phía nam tới Thượng và Trung Danube và Pannonia, và ở phía bắc một số tác giả La Mã coi Scandinavia cũng là một phần của nó. Về mặt khảo cổ học, những dân tộc này gần tương ứng với thời kỳ đồ sắt La Mã của những vùng đó. Trong khi dường như bị thống trị bởi các dân tộc German, Magna Germania cũng là nơi sinh sống của những người không phải các sắc tộc này.
Tên tiếng Latinh Germania có nghĩa là "vùng đất của người German", nhưng từ nguyên của bản thân cái tên Germani là không chắc chắn. Trong Chiến tranh Gallia vào thế kỷ 1 TCN, tướng quân La Mã Julius Caesar đã đối đầu với các dân tộc có nguồn gốc từ bên ngoài sông Rhine. Ông gọi những người này là Germani và vùng đất của họ bên ngoài sông Rhine là Germania. Trong những năm sau đó, hoàng đế La Mã Augustus đã tìm cách mở rộng khắp sông Rhine về phía sông Elbe, nhưng những nỗ lực này đã bị cản trở bởi chiến thắng của Arminius trong trận rừng Teutoburg vào năm 9 SCN. Các tỉnh thịnh vượng Germania Thượng và Germania Hạ, đôi khi được gọi chung là Germania La Mã, sau đó được thành lập ở phía đông bắc Gaul La Mã, trong khi các lãnh thổ bên ngoài sông Rhine vẫn độc lập không chịu sự kiểm soát của La Mã.
Từ thế kỷ thứ 3 sau Công nguyên, các dân tộc Germania rời khỏi Magna Germania bắt đầu xâm lấn và chiếm đóng các phần của Germania La Mã. Điều này đã góp phần vào sự sụp đổ của Đế chế Tây La Mã vào thế kỷ thứ 5 sau Công nguyên, sau đó các vùng lãnh thổ của La Mã Germania đã bị chiếm và định cư bởi những người Germanic di cư. Những phần lớn của Germania sau đó trở thành một phần của Đế chế Frankish và Vương quốc Đức sau này. Tên của nước Đức trong tiếng Anh và nhiều ngôn ngữ khác có nguồn gốc từ tên Germania .